# Cyclophiops
Cyclophiops (лат.) — ранее выделявшийся род змей из семейства ужеобразных. В настоящее время рассматривается как младший синоним рода большеглазые полозы.

## Таксономия
В 1888 году британский зоолог Джордж Альберт Буленджер описал вид  Cyclophiops doriae по двум экземплярам из Мьянмы, собранным итальянским зоологом Леонардо Феа. Он выделил его в новый род Cyclophiops, для которого он стал типовым, однако позднее, в 1890 году, отнёс к роду Ablabes. В дальнейшем этот вид помещался разными авторами в состав родов Liopeltis, Eurypholis Hallowell, 1860, Opheodrys и Entechinus. В конце XX века название Cyclophiops Boulenger, 1888 было восстановлено как имеющее приоритет перед Entechinus Cope, 1895. В 2016 году Фигероа (Figueroa) с соавторами обнаружили, что китайский энтехинус и Cyclophiops multicintus согласно проведённому филогенетическому анализу относятся к той же кладе, что и большеглазые полозы (Ptyas), и потому признали род Cyclophiops младшим синонимом рода Ptyas. Тем не менее, Меетеи (Meetei) с соавторами в своей работе отметили, что в исследовании Фигероа и других не были включены прочие виды, относимые к роду Cyclophiops, в том числе типовой вид C. doriae, поэтому отнесение их к роду Ptyas следует считать условным до получения данных об их филогенетическом положении.

## Описание
Общая длина видов, относимых к этому роду колеблется от 50 см до 1,3 м. Голова узкая, глаза среднего размера с круглым зрачком. Зубы одинакового размера. Туловище и хвост цилиндрические и удлинённые. Чешуя гладкая, проходит в 15 рядов вокруг середины тела. Тело зелёное, брюхо с желтоватым или кремовым оттенком.

## Образ жизни
Населяют лесистую, горную местность, холмы. Значительную часть жизни проводят на деревьях и кустарниках. Активны днём, питаются беспозвоночными.

## Размножение
Это яйцекладущие змеи. Самки откладывают до 20 яиц.

## Распространение
Обитают в юго-восточной Индии, Мьянме, Лаосе, Вьетнаме, Китае, Японии, на Тайване.